# قلعة بطلة

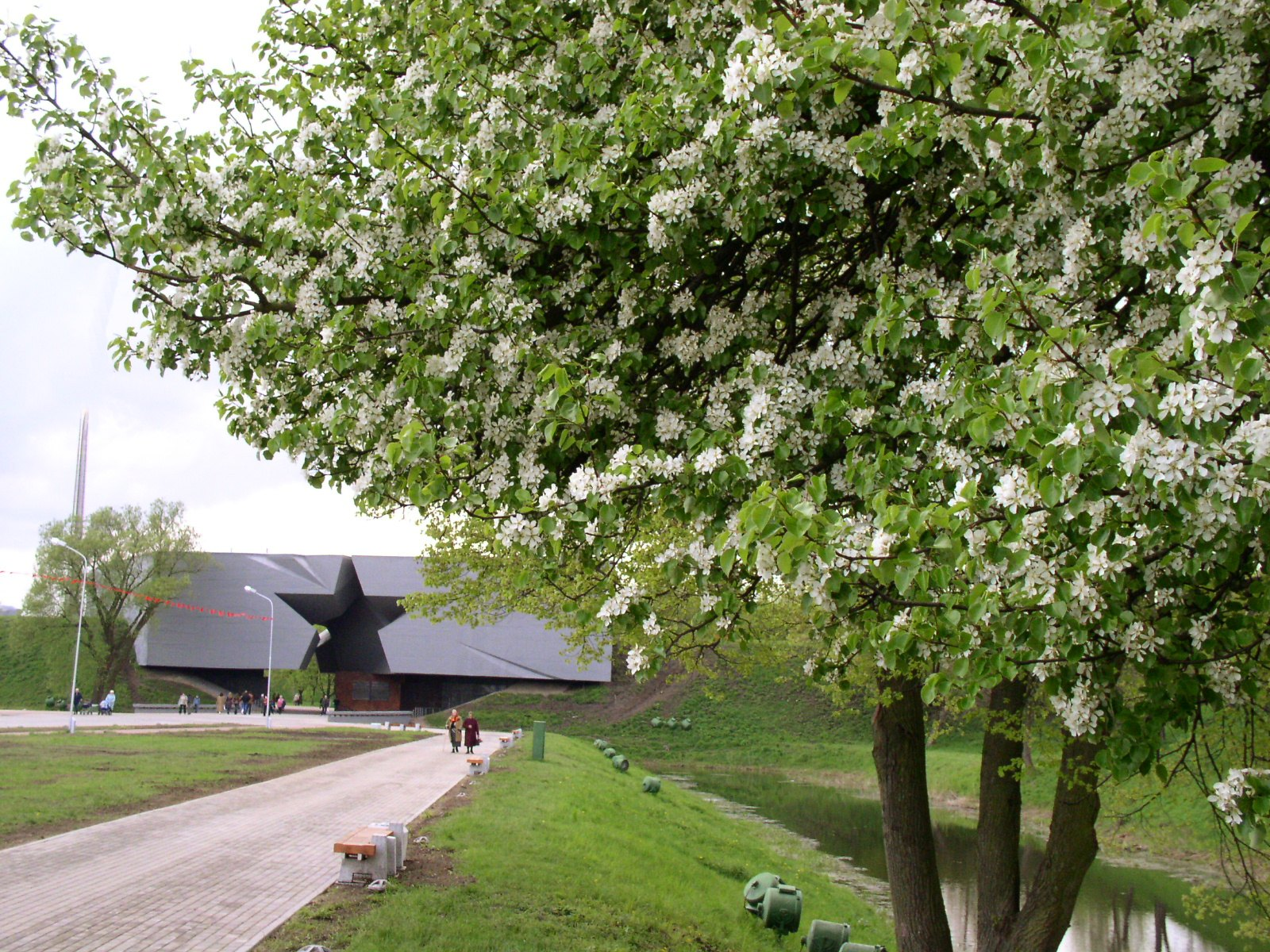
المدخل الرئيسي لنصب الحرب التذكاري

قلعة بطلة ( الروسية : крепость-герой، krepost'-geroy ) هو اللقب الفخري الممنوح لقلعة بريست السوفيتية، التي تقع اليوم في بريست، بيلاروسيا. كانت القلعة عام 1941 على خط التماس الأول بين الاتحاد السوفيتي وألمانيا النازية. مما جعلها مسرحاً لأولى المعارك الكبيرة في الحرب الألمانية - السوفيتية. صمدت القلعة في وجه القوات الغازية أسبوعاً كاملاً، ولم يتم القضاء على المقاومة بشكل كامل إلا بعد 32 يوماً من القتال.  ولهذا تم إعطاؤها لقب «قلعة بطلة» عام 1965 من قبل هيئة رئاسة مجلس السوفيات الأعلى للاتحاد السوفيتي. وهو يكافئ لقب مدينة بطلة الذي تم منحه لمجموع 12 مدينة سوفييتية. والقلعة هي الموقع الوحيد الذي حصل على هذا اللقب.